# Notoraja ochroderma
Notoraja ochroderma är en rockeart som beskrevs av McEachran och Last 1994. Notoraja ochroderma ingår i släktet Notoraja och familjen egentliga rockor. IUCN kategoriserar arten globalt som otillräckligt studerad. Inga underarter finns listade i Catalogue of Life.